# Cyclophora toraria
Cyclophora toraria là một loài bướm đêm trong họ Geometridae.